# سیارک ۱۷۵۲۵۹
سیارک ۱۷۵۲۵۹ (به انگلیسی: 175259 Offenberger، نامگذاری:2005JH91) صد و هفتاد و پنج هزار و دویست و پنجاه و نهمین سیارک کشف شده‌است که در ۱۰ مه ۲۰۰۵ کشف شد.